# Kaiyuan, Tieling
Kaiyuan är en stad på häradsnivå i Liaoning-provinsen i nordöstra Kina. Kaiyuan har drygt en halv miljon invånare och lyder administrativt under Tielings stad på prefekturnivå.
Kaiyuan är känt som krigsherren Sheng Shicais födelseort.